# Trichophyton areolatum
Trichophyton areolatum är en svampart som beskrevs av Negroni 1929. Trichophyton areolatum ingår i släktet Trichophyton och familjen Arthrodermataceae.   Inga underarter finns listade i Catalogue of Life.